# 袁喬
袁喬（？—？），字彥叔，小字羊，陳郡陽夏（今河南太康）人。東晉官員、將領。袁喬也是東漢末郎中令袁渙玄孫，東晉國子祭酒袁瓌子。袁喬長期擔任桓溫屬官，並參與晉滅成漢之戰，成功消滅成漢，但戰後不久即去世。

## 生平
袁喬承襲父親爵位長合鄉侯，初仕朝廷任佐著作郎，後來時任輔國將軍的桓溫延請袁喬擔任自己的司馬。後袁喬曾獲任命為司徒左西屬，但袁喬不上任，後改拜尚書郎。建元元年（343年），桓溫任徐州刺史，再請袁喬擔任其司馬，並讓袁喬領廣陵相。
袁喬後隨桓溫移駐荊州，遷督沔中諸戍江夏隨義陽三郡軍事、建武將軍、江夏相。永和二年（346年），桓溫見成漢衰弱，決定要進攻蜀地以建功勳，於是率兵進攻。不過，就在桓溫打算攻伐成漢時，很多人都認為這不可能成功，而袁喬則力勸桓溫攻蜀，提議以精兵一萬，輕軍速進，待敵方發現時已經通過了其賴以為守的天險，得以成功。又認為北方後趙見晉軍遠征，會認為國內會有防備，不會進犯；而且即使進犯，長江沿岸的守軍亦足以拒敵，指出被乘虛襲擊的擔憂其實不足慮。又指昔日諸葛亮以富饒的益州抗衡佔據北方的曹魏，而今成漢據長江天險的上游，其實是個隱患，攻克蜀地也是對國家有極大益處的事。桓溫也同意其言，進攻時更命袁喬領二千兵作為前鋒。
次年三月，桓溫率軍至彭模，當時有人建議桓溫兵分兩道進攻，分散敵軍兵力。不過袁喬反對，認為現在孤軍深入，應當集中力量以求一戰而勝，分兵只會令眾心不一，萬一一軍失利就大勢已去。袁喬又建議拋棄廚具，只留三日糧食全軍進攻。桓溫聽從，留下弱兵守輜重後就親率主力直指成漢都城成都。大軍進至成都外的笮橋時與李勢所領的大軍決戰，但前鋒失利，兵眾意欲後退，其時鼓手錯誤擂鼓進兵，袁喬因而乘勢指揮士兵奮戰，於是大破敵軍。桓溫因而乘勝直逼成都，並燒其城門，守軍再無鬥志，最終李勢亦向桓溫請降。
同年，成漢舊臣王誓、鄧定、王潤及隗文等起兵反晉，各人都坐擁一萬多兵。桓溫親自攻伐鄧定，又命袁喬進攻隗文，雙雙報捷。後周撫雖殺王誓和王潤，但王誓、隗文勢力未滅，桓溫還是在佔領成都後三十日下令班師，劉喬亦隨軍西返。
永和四年（348年），晉廷追論平滅成漢的功勳，袁喬獲進號龍驤將軍，封湘西伯。不久袁喬就去世，桓溫對此甚感哀傷和惋惜，朝廷亦追贈益州刺史，賜諡號簡。

## 性格特徵
袁喬博學而有文才，曾為《論語》及《詩經》作注。

## 評論
- 孫綽：「洮洮清便。」「不知者不負其才，知之者無取其禮。」[4]

## 家庭

### 子女
- 袁方平，嗣子，歷任大司馬掾、義興、琅邪太守。

### 孫
- 袁山松，袁方平子，文學家，官至吳郡太守，孫恩之亂時被殺。